# 7989 Pernadavide
A 7989 Pernadavide (ideiglenes jelöléssel (7989) 1981 EW41) a Naprendszer kisbolygóövében található aszteroida. Schelte J. Bus fedezte fel 1981. március 2-án.